# نوبوريبيتسو (هوكايدو)
مدينة نوبوريبيتسو (بالإنجليزية: Noboribetsu)‏ هي أحد المدن التابعة لمحافظة هوكايدو. تأسست رسميًا في 01/08/1970. ويقدر عدد سكانها بـ 51474 نسمة حسب تقدير مكتب الإحصاء الياباني لعام 2012. تبلغ مساحة نوبوريبيتسو 212.11 كم2. بكثافة سكانية تبلغ 243 نسمة/كم2.

## توأمة
لنوبوريبيتسو (هوكايدو) اتفاقيات توأمة مع كل من:
- غوانزو (19 مايو 2002 - )
- Faaborg-Midtfyn Municipality [الإنجليزية]‏ (10 يونيو 2007 - )
- Saipan Municipality  [لغات أخرى]‏ (20 نوفمبر 2006 - )
- إبينا (18 مايو 2015 - )
- شيرويشي (26 أكتوبر 1983 - )

## أعلام
- كوجي إيهارا
- كازوكي كوشيبيشي
- تاكاشي ناريتا